# 22503 Thalpius
22503 Thalpius (1997 TB12) là một Trojan của Sao Mộc được phát hiện ngày 7 tháng 10 năm 1997 bởi M. Tichy và Z. Moravec ở Klet.